# Mírový klub Johna Lennona
Mírový klub Johna Lennona (MKJL) byl jednou z občanských iniciativ, které vznikly v Československu za normalizace ve druhé polovině 80. let 20. století. Náplní činnosti klubu bylo rozvíjení alternativní kultury a spolupráce s ostatními nezávislými iniciativami, se kterými klub organizoval řadu opozičních akcí, například koncerty, demonstrace či kampaně za osvobození politických vězňů.
Vznik MKJL navazoval na spontánní shromáždění, která se 8. prosince, ve výroční den úmrtí britského hudebníka a mírového aktivisty Johna Lennona, konala od roku 1981 u jeho symbolického pomníku v Praze, tzv. Lennonovy zdi. První shromáždění na Velkopřevorském náměstí byla malá, avšak v roce 1984 se již jednalo o relativně velké akce (např. roku 1985 kolem tisícovky účastníků) s veřejnými výstupy proti vládnoucímu komunistickému režimu.
MKJL založili na počátku prosince 1988 v Praze Otakar Veverka, Stanislav Penc a Heřman Chromý. V základním prohlášením zakladatelé odmítli rozpor mezi slovními proklamacemi o mírovém soužití a opačnými skutky vládních komunistických představitelů.